# Leichtathletik-Weltmeisterschaften 2019/Teilnehmer (Guatemala)
| Gelbes Symbol für Goldmedaillen mit stilisierten Olympischen Ringen | Graues Symbol für Silbermedaillen mit stilisierten Olympischen Ringen | Braundes Symbol für Bronzemedaillen mit stilisierten Olympischen Ringen |
| ------------------------------------------------------------------- | --------------------------------------------------------------------- | ----------------------------------------------------------------------- |
| —                                                                   | —                                                                     | —                                                                       |

Der Leichtathletikverband von Guatemala nahm an den Leichtathletik-Weltmeisterschaften 2019 in Doha teil. Fünf Athleten wurden vom guatemaltekischen Verband nominiert.

## Ergebnisse

### Frauen

#### Laufdisziplinen
| Athletin    | Disziplin   | Vorlauf | Vorlauf | Halbfinale | Halbfinale | Finale    | Finale |
| Athletin    | Disziplin   | Zeit    | Platz   | Zeit       | Platz      | Zeit      | Platz  |
| ----------- | ----------- | ------- | ------- | ---------- | ---------- | --------- | ------ |
| Mirna Ortíz | 20 km Gehen |         |         |            |            | 1:37:32 h | 12     |
| Mayra Pérez | 20 km Gehen |         |         |            |            | 1:46:42 h | 38     |

### Männer

#### Laufdisziplinen
| Athlet                  | Disziplin   | Vorlauf | Vorlauf | Halbfinale | Halbfinale | Finale    | Finale |
| Athlet                  | Disziplin   | Zeit    | Platz   | Zeit       | Platz      | Zeit      | Platz  |
| ----------------------- | ----------- | ------- | ------- | ---------- | ---------- | --------- | ------ |
| Érick Bernabé Barrondo  | 20 km Gehen |         |         |            |            | 1:30:40 h | 12     |
| José Alejandro Barrondo | 20 km Gehen |         |         |            |            | DSQ       | DSQ    |
| José María Raymundo     | 20 km Gehen |         |         |            |            | DNF       | DNF    |